# Pauli E. Blomstedt

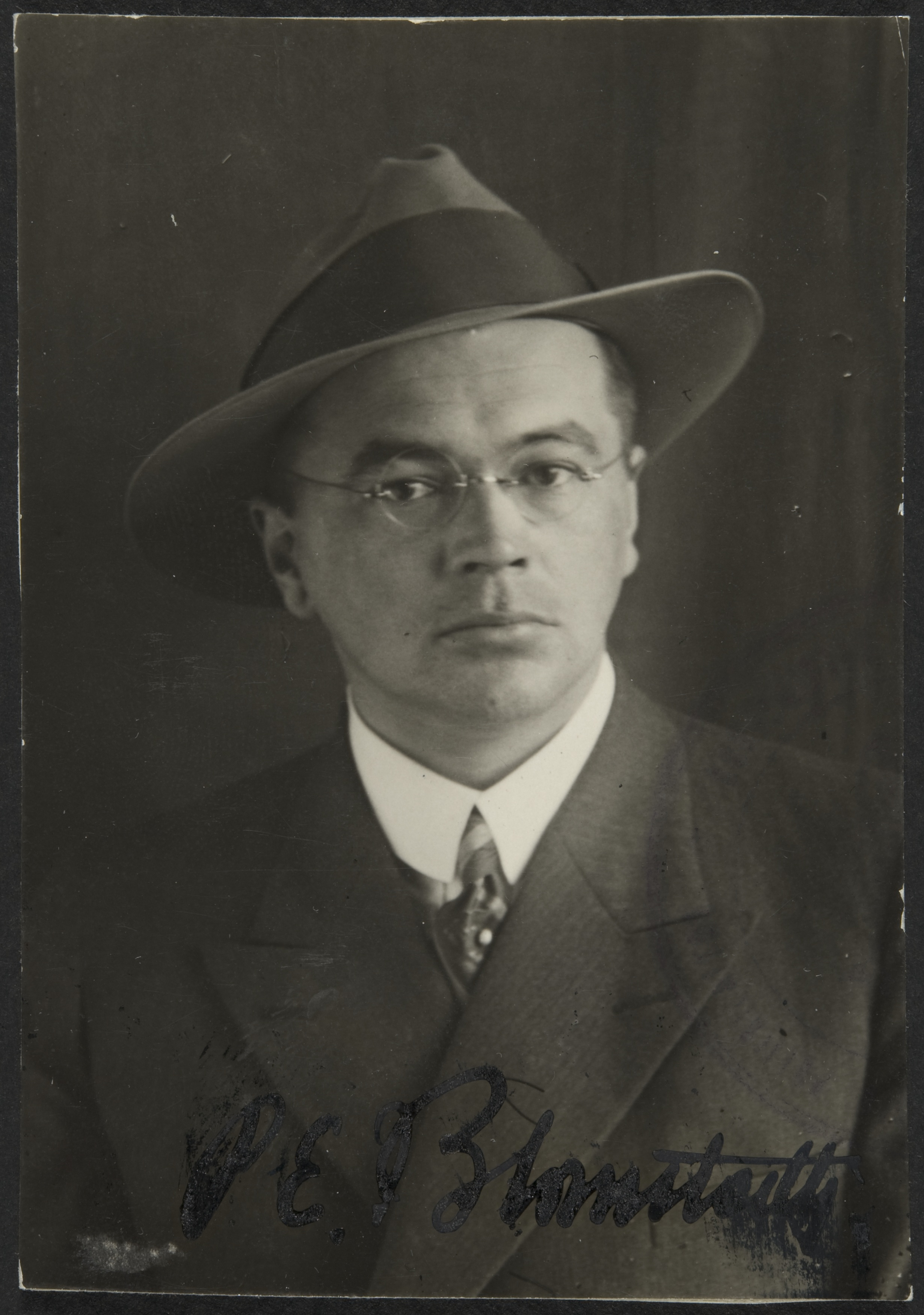
Pauli Blomstedt.

Pauli Ernesti Blomstedt, född 1 augusti 1900 i Jyväskylä, död 3 november 1935 i Helsingfors, var en finländsk arkitekt. Han var son till Yrjö Blomstedt, bror till Aulis Blomstedt och från 1924 gift med Märta Blomstedt. 
Pauli Blomstedt utexaminerades som arkitekt 1922 och innehade egen arkitektbyrå i Helsingfors från 1926. Trots sin tidiga bortgång hade han stor betydelse för funktionalismens införande i Finland. Av hans verk kan nämnas Helsingfors Aktiebanks huvudkontor (1927–1929) i Helsingfors, sparbanksbyggnader i Helsingfors (Helsingin suomalainen säästöpankki, 1928–1930) och Kotka (1936) samt två av hustrun avslutade arbeten, Hotell Pohjanhovi i Rovaniemi (1936, förstört 1944) och Kannonkoski kyrka (1938). År 1951 utgavs hans samlade skrifter under titeln P.E. Blomstedt, arkkitehti.